# 王鳳翥 (1857年)

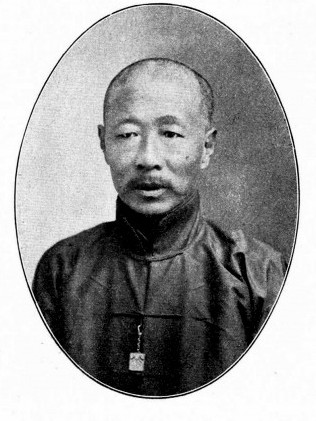
《民國之精華》中的王鳳翥照片

王鳳翥（1857年—1930年），字景檀，山東省諸城縣（今诸城市相州镇相州村）人，中国民主革命家、教育家，中華民國政治人物。

## 生平
王凤翥出身于官僚世家。光绪年间，王凤翥协修县志，署衔“监生侯选州同”。光绪末年，王凤翥成为举人。因受到维新思想的影响，王凤翥日趋开明。时逢清廷推行新政，王凤翥被推举为山东谘议局议员。
后来，在“废科举、兴学校”的影响下，王凤翥回到家乡，会同族人创立了相州王氏私立三等学堂，王氏捐献了祭田五顷，以地租为学堂的创建基金及常年经费。光绪三十年（1904年）秋，学堂正式成立，王凤翥任校长，学部派一位旗人担任校监，王纪龙为副监。该学堂学制三年，聘请地方名士教授古文、历史，聘请外国传教士教授数理化及英文。因办学成绩突出，王凤翥获学部颁金质嘉禾奖章。學校教職員多为支持共和的人士。
武昌起义爆發後，王鳳翥联合隋理堂、臧著仪、王炜辰、王在宣等人，與各校人員組織學生團百餘人，配合民军司令王长庆驱逐了清朝诸城县知县吴埙，宣佈諸城縣獨立，并组织了诸城县议会，成立了军政分府，王凤翥被推为县议会议长、军政分府副民政长。此後，清軍襲擊諸城縣，王鳳翥幾乎罹難。南北統一後，王鳳翥擔任山東省議會、諸城縣議會議員。隨後當選為中華民國第一屆國會參議院議員。國會解散後，王鳳翥留在北京。民国四年（1915年）袁世凱稱帝，山東起義，王鳳翥遂回到家鄉籌備，並以山東護國軍代表的名義，和張魯泉等人奔走於山東、上海、青島之間。民国五年（1916年）护国战争中，孙中山发起讨袁战争，派居正到山东组织中华革命军，王凤翥转为中华革命党党员，并参加讨袁活动，为协助中华革命军进驻诸城县做了许多工作。同年國會復會，王鳳翥再度到北京出任參議院議員一職。
此后，在北京政府时期，王凤翥一直担任第一届国会参议院议员，曾代表大总统黎元洪与南京的副总统冯国璋谈判。
民国十九年（1930年），王凤翥逝世。